# Hawaii County
Hawaii County er et af fem counties i den amerikanske delstat Hawaii beliggende på øen Hawaii i den sydlige del af delstaten. I år 2000 havde Hawaii County 148.677 indbyggere.
Hawaii Countys totale areal er 13.174 km², hvoraf 2.742 km² er vand. Administrativt centrum er byen Hilo.
19°35′N 155°30′V / 19.58°N 155.5°V